# Chris O’Shea
Christopher „Chris“ O’Shea (* 22. Juli 1981 in Palmer) ist ein US-amerikanischer Basketballtrainer, der auch über die Staatsbürgerschaft Irlands verfügt.

## Laufbahn
Der gebürtig aus Palmer nahe Anchorage (US-Bundesstaat Alaska) stammende O’Shea studierte von 2000 bis 2003 das Fach Sportmanagement am Flagler College im Bundesstaat Florida. Ab 2003 war er beim österreichischen Bundesligisten Swans Gmunden als Jugendtrainer tätig und stieg dort 2009 zum Co-Trainer der Bundesligamannschaft auf. Er arbeitete in Gmunden zeitweise unter Bob Gonnen, der ihn geholt hatte und von dem O’Shea sagte, er habe den größten Einfluss auf seine Trainerlaufbahn gehabt. In diesem Amt arbeitete O’Shea bis 2013 mit Cheftrainer Mathias Fischer zusammen und trug als dessen Assistent zum Gewinn der österreichischen Meisterschaft 2010 sowie zu den Pokalsiegen 2010, 2011 und 2012 bei. Nach Fischers Weggang im Jahr 2013 war O’Shea in Gmunden Co-Trainer unter Kresimir Basic. Zusätzlich zu seinen Aufgaben in Gmunden fungierte O’Shea in den Jahren 2012 und 2013 als Trainerassistent der U18-Nationalmannschaft (und von 2008 bis 2013 als Delegationsleiter der Auswahl) sowie 2014 als Co-Trainer der Herrennationalmannschaft.
2015 nahm O’Shea ein Angebot des deutschen Bundesligisten Telekom Baskets Bonn an und wurde im Rheinland wie einst in Gmunden Co-Trainer von Mathias Fischer. In Folge Fischers Entlassung im Dezember 2015 blieb O’Shea im Amt des Assistenztrainers in Bonn tätig. Im Januar 2019 wurde er zunächst Interimstrainer, nachdem sich die Mannschaft von Predrag Krunić getrennt hatte, und wenige Tage darauf fest Cheftrainer. Er führte die Rheinländer als Tabellensiebter in die Bundesliga-Endrunde, im Anschluss an die Saison 2018/19 kehrte O’Shea ins Amt des Co-Trainers zurück. Nach der Entlassung von Thomas Päch Anfang Februar 2020 wurde O’Shea erneut, diesmal für wenige Tage, als Übergangscheftrainer eingesetzt.
Zusätzlich zu seinen Aufgaben in Bonn wurde er im November 2020 Co-Trainer der österreichischen Nationalmannschaft unter Cheftrainer Raoul Korner. Mitte Januar 2021 rückte O’Shea abermals ins Amt des Bonner Cheftrainers auf, als sich der Bundesligist von Igor Jovović trennte. Nachdem er die Mannschaft in einem Bundesliga-Spiel hauptverantwortlich betreut hatte, wurde er nach der Verpflichtung von Will Voigt als Cheftrainer abermals Assistent.
Im Juni 2021 wurde O’Shea vom österreichischen Bundesligisten BK Klosterneuburg als Cheftrainer verpflichtet. Als Raoul Korner im Sommer 2022 seinen Rücktritt als österreichischer Nationaltrainer vermeldete, wurde O’Shea mit Beginn im August 2022 der Nachfolger. Seine Klosterneuburger Amtszeit ging Mitte November 2022 zu Ende, als der Verein die Trennung vermeldete, da man „einen neuen Weg gehen“ wolle. Die Mannschaft war zu dem Zeitpunkt Tabellenneunter. Im Juni 2023 gab der österreichische Basketballverband O’Shea auch als Damen-Nationaltrainer bekannt. Ihm wurde neben seinen Aufgaben als Nationaltrainer der Damen und der Herren auch die sportliche Gesamtleitung übergeben. Im August 2025 gab er seine Aufgaben im Österreichischen Basketballverband bis auf das Amt des Herrennationaltrainers ab, um zu den Tainan Ghosthawks nach Taiwan zu wechseln.